# Michele De Lucia
Michele De Lucia (Roma, 16 ottobre 1972) è un politico, giornalista e saggista italiano.

## Biografia
Laureato in giurisprudenza all'Università La Sapienza di Roma, Master di secondo livello in diritto europeo all'Università di Roma Tre, a partire dal 1989 diventa attivista del Partito Radicale di Marco Pannella. Laico, liberale, antiproibizionista, partecipa a tutte le campagne referendarie promosse dai radicali negli anni novanta, tra cui: legge elettorale uninominale maggioritaria a turno unico, abolizione della Cassa integrazione straordinaria, abolizione del finanziamento pubblico ai partiti, abolizione delle sanzioni penali per i tossicodipendenti. Dal 1996 al 2000 cura la Rassegna stampa.
Nel novembre del 1997 viene fermato a Bruxelles dalla polizia belga, con altri militanti radicali (tra cui l'allora deputato europeo Olivier Dupuis), nel corso di una manifestazione nonviolenta organizzata davanti al quotidiano Le Soir per denunciare il silenzio del giornale su un importante convegno antiproibizionista in programma al Parlamento europeo, con la partecipazione dell'allora Commissario Ue Emma Bonino. Nel novembre del 2000, in occasione della celebrazione del "Giubileo dei Politici", viene fermato dalla polizia vaticana, assieme ad altri quattro militanti radicali, per aver aperto silenziosamente sul sagrato della Basilica di San Pietro a Roma uno striscione con la scritta "Sì alla RU 486, sì al preservativo", durante l'omelia di Giovanni Paolo II. L'iniziativa prende di mira i politici italiani, incapaci per calcoli elettorali di difendere la laicità dello Stato e la libertà di scelta individuale. 
Dal luglio del 2001, dopo averne redatto lo Statuto, entra a far parte della Direzione nazionale di Radicali italiani, carica nella quale verrà confermato ininterrottamente fino alla elezione a Tesoriere del Movimento (giugno 2008). Nell'autunno dello stesso anno inizia a collaborare con Radio Radicale, dando vita con Andrea De Angelis alla rubrica settimanale notturna Hyde Park Corner.Nello stesso periodo De Lucia conduce la rubrica settimanale dedicata alle iniziative delle associazioni radicali sul territorio e diverse trasmissioni di approfondimento.
Nel 2002 pubblica per Stampa Alternativa "Fiat, quanto ci costi? Come la grande industria italiana privatizza i profitti e socializza le perdite a spese dei contribuenti", libro-inchiesta sull'abuso del ricorso alla Cassa integrazione straordinaria (duecentocinquantamila [???] miliardi di lire in 25 anni, nessun posto di lavoro salvato). 
Nel 2003 fonda, con Maurizio Turco, l'Associazione Radicale Anticlericale.net, per la difesa della laicità dello Stato e della libertà religiosa. L'associazione sarà attivissima nel denunciare lo scandalo della pedofilia clericale e, grazie al fiscalista Carlo Pontesilli, le agevolazioni fiscali dell'Italia al Vaticano. Sempre nel 2003 De Lucia coordina i "Comitati per il no" ai referendum su elettrodotto coattivo e articolo 18 promossi da Verdi e Rifondazione Comunista, e partecipa a numerose trasmissioni televisive (tra cui Uno Mattina e Primo Piano). 
Nel 2004 è il coordinatore nazionale della campagna radicale di raccolta firme sul referendum per la libertà di ricerca scientifica e per la fecondazione assistita, contro i limiti imposti dalla legge 40 approvata dal Parlamento a maggioranza berlusconiana.
Alla fine di ottobre del 2005 pubblica per Kaos edizioni il suo secondo libro: "Siamo alla frutta. Ritratto di Marcello Pera", biografia non autorizzata dell'allora Presidente del Senato. Il 5 dicembre il libro viene presentato a Roma: al dibattito, moderato dal direttore di Radio radicale Massimo Bordin, intervengono con l'autore i giornalisti Giuliano Ferrara e Gad Lerner, e il vaticanista Giancarlo Zizola.
Aprile 2006: è candidato della Rosa nel Pugno per la Camera dei Deputati (circoscrizione Liguria).
Da giugno 2006 ad aprile 2008 lavora presso la Commissione Attività Produttive della Camera dei Deputati, come consigliere economico del Presidente (on. Daniele Capezzone da giugno 2006 a novembre 2007; on. Maurizio Turco da novembre 2007 a fine legislatura).
Il 14 aprile 2008 pubblica per Kaos edizioni, "Il baratto. Il Pci e le televisioni: le intese e gli scambi tra il comunista Veltroni e l'affarista Berlusconi negli anni Ottanta". Nonostante il silenzio dei media (nell'imminenza delle elezioni politiche Repubblica e l'Espresso rifiutano la pubblicazione di una corposa anteprima), il volume ha grande successo, al punto che il termine "baratto" diventa di uso corrente nella cronaca e nel dibattito politico. Nella primavera del 2014, a sei anni dall'uscita, "Il baratto" sarà ristampato da Kaos edizioni in edizione tascabile.
Alla fine di giugno del 2008 viene eletto Tesoriere di Radicali italiani, carica che ricoprirà ininterrottamente fino a novembre 2013.
Esperto di diritto del lavoro, nella XV e nella XVI legislatura è estensore di alcune tra le più importanti proposte di legge depositate dai radicali nelle materie economico-sociali, tra cui quelle riguardanti: la riforma delle pensioni, per reperire le risorse da destinare all'istituzione di un sistema universalistico di ammortizzatori sociali, ancora inesistente in Italia; per il recupero dei cosiddetti "contributi silenti" a beneficio di chi li ha versati, per tutti coloro che, raggiunto il requisito anagrafico, non abbiano invece conseguito il requisito contributivo; per la possibilità del lavoratore di scegliere, in accordo con il datore di lavoro, se continuare a lavorare oltre i limiti di età attualmente previsti (proposta detta "pdl Pannella", depositata con l'identico testo dal prof. Pietro Ichino al Senato e dal prof. Giuliano Cazzola alla Camera).
Marzo 2010: è candidato alle elezioni regionali, nella circoscrizione di Roma e provincia, per la Lista Bonino-Pannella, al n. 2. Raccoglie 547 preferenze ed è il secondo dei non eletti.
Estate 2010: prepara, con Marco Pannella e Pietro Ichino, il lancio dell'Appello per l'Uninominale e la costituzione dell'associazione "Lega per l'Uninominale".
Ottobre 2010: è eletto Tesoriere della Lega per l'Uninominale. I Presidenti sono Fulco Lanchester, Marco Pannella e Antonio Martino. Tra gli esponenti di punta dell'associazione vi è il professor Mario Baldassarri (economista).
Il 10 febbraio 2011, un anno prima dello scandalo Belsito, esce il nuovo libro-inchiesta "Dossier Bossi-Lega Nord" (Kaos edizioni), che dedica ampio spazio alle origini e agli "affari" del partito di Umberto Bossi.
Inverno-primavera 2011: è l'ideatore, con Maurizio Turco, della campagna di Radicali italiani per il diritto alla restituzione dei "contributi silenti", ovvero di quei contributi previdenziali che non abbiano dato luogo ad un corrispondente trattamento pensionistico. La campagna, sostenuta con forza dall'Associazione Nazionale Consulenti Tributari presieduta da Arvedo Marinelli, raggiunge lo zenit con due Giornate nazionali dei contributi silenti (20 maggio e 6 ottobre): di fronte alle Direzioni provinciali dell'Inps di tutta Italia si tengono manifestazioni, cartellonate e soprattutto tavoli di informazione. Una delegazione composta da Michele De Lucia, Marco Pannella e Arvedo Marinelli viene ricevuta dal Direttore Generale dell'Inps, Mauro Nori.
Il 24 giugno 2011 pubblica "Se questo è un giornalista. Ritratto biografico di Augusto Minzolini". Il volume presenta in appendice, per la prima volta in versione integrale, il “Libro bianco sul Tg1 da giugno 2009 a marzo 2011", a cura del Comitato di redazione (Claudio Pistola, Alessandro Gaeta, Alessandra Mancuso), in carica dal 30 giugno 2009 al 23 marzo 2011.
Nella primavera del 2013 promuove, con il segretario di Radicali italiani Mario Staderini, la campagna referendaria "Cambiamo noi", sei quesiti che riguardano divorzio breve, immigrazione, droghe, finanziamento pubblico ai partiti e otto per mille. Nel mese di giugno, a seguito della presentazione da parte di Marco Pannella di altri sei quesiti "per la giustizia giusta", notizia che gli organi dirigenti eletti dal Congresso apprendono da internet, De Lucia rilascia una durissima intervista a Liberi.tv. In seguito De Lucia criticherà aspramente la scelta di Pannella di tenere una conferenza stampa in largo Argentina, a Roma, con Silvio Berlusconi, davanti a un fondale che riproduce le storiche immagini di Enzo Tortora in manette, in quanto già nel 2000 Berlusconi aveva appoggiato quesiti analoghi per poi, al momento del voto, invitare all'astensione. 
Al Congresso di Radicali italiani del novembre 2013 si consuma la rottura (più personale che politica, più subita che cercata) con Marco Pannella: De Lucia annuncia la propria indisponibilità a ricoprire da quel momento qualsivoglia incarico e l'inizio di un anno sabbatico. Il giorno successivo la direzione di Radio Radicale comunica a De Lucia la sospensione (annunciata inizialmente come provvisoria) della rubrica settimanale "Hyde Park Corner", condotta ininterrottamente per dodici anni. 
Il 9 dicembre 2013 De Lucia pubblica a sorpresa un nuovo libro, sempre per Kaos edizioni: "Al di sotto di ogni sospetto. 1963-1993: trent'anni di scandali affaristici e di guai giudiziari di Silvio Berlusconi prima del 1994 (cioè prima che adoperasse la politica per avere l'immunità parlamentare e per farsi l'impunità legislativa ad hoc)". Il libro fa infuriare Pannella, che il 29 dicembre attacca De Lucia dai microfoni di Radio radicale. .
Nel 2014 De Lucia fonda, con l'autore Duccio Parodi e l'attore Riccardo Monopoli, "Parole liberate: oltre il muro del carcere", concorso per poeti della canzone riservato alle persone detenute nelle carceri italiane, di cui assume l'incarico di Direttore artistico. L’idea originale di “Parole liberate”è quella – mai tentata prima in Italia – di chiedere ai detenuti non semplicemente di “scrivere una poesia”, ma di divenire co-autori di una canzone: il bando prevede infatti che la lirica vincitrice sia affidata a un “big” della musica italiana, perché la trasformi in Canzone. La Prima edizione dell'iniziativa viene ospitata dal Premio Lunezia come sezione speciale e ottiene subito il patrocinio del DAP (Direzione dell'Amministrazione Penitenziaria del Ministero dell'Interno) e un grande riscontro di pubblico. Alla Prima edizione partecipa il cantautore Ron, che il 19 gennaio 2015 esegue alla presenza del Sindaco di Milano, Giuliano Pisapia, il brano "Clown Fail", composto musicando il testo scritto da Cristian Benko in arte "Lupetto", all'epoca detenuto nel carcere di San Vittore e vincitore del Premio. Dalla successiva edizione, Parole liberate diventa un Premio autonomo e un'Associazione di Promozione Sociale, e raccoglie il sostegno delle più importanti associazioni che si occupano di carcere, come A buon diritto, Associazione Antigone e Ristretti Orizzonti. Il 13 febbraio 2016 il Premio viene rilanciato e promosso da Carlo Conti (conduttore televisivo) nel corso della finalissima del Festival di Sanremo. Nella stessa occasione Gabriel Garko legge davanti a dodici milioni di telespettatori la lirica vincitrice della Seconda edizione. Lo stesso giorno il quotidiano Avvenire dedica un’intera pagina all’iniziativa. Nelle edizioni successive il Premio si avvale della collaborazione di Virginio (cantante), che musica il testo di Giuseppe Catalano "P.s. Post scriptum", eseguito il 15 giugno 2017 alla presenza del Sindaco di Milano Giuseppe Sala (politico), e di Enrico Maria Papes, che musica il testo "Frammento", composto da Pietro Citterio, vincitore della Terza edizione. Al momento della loro partecipazione a Parole liberate sia Catalano che Citterio erano detenuti nel carcere milanese di Opera. Dal 2019 Radio radicale è media partner ufficiale del premio.
Nel maggio 2014 De Lucia pubblica "Il Berluschino. Il fine e i mezzi di Matteo Renzi" (Kaos edizioni), che vola al primo posto della classifica di Amazon (categoria: "politica") e resta nelle classifiche di vendita fino alla fine dell'anno.
Il 15 aprile 2015 esce l'ottavo libro di Michele De Lucia, "Matteo Salvini sottovuoto spinto" (Kaos edizioni).
Il 24 febbraio 2016, al termine di una conferenza stampa tenuta nella sede del Partito radicale a Roma, De Lucia e Pannella si riappacificano. Dal 2018 De Lucia, che anche negli anni precedenti ha sempre rivendicato il suo essere radicale, tornerà a iscriversi al Partito Radicale (Italia) e all'Associazione Luca Coscioni. 
Il 21 luglio 2016 esce "Il Ducetto di Rignano sull'Arno" (Kaos edizioni): concepito come strumento per la campagna a sostegno del "No" al referendum sulla riforma costituzionale promossa dall'allora premier Matteo Renzi, il libro vende cinquecento copie nel solo mese di agosto. Nello stesso periodo De Lucia partecipa a diverse iniziative per il "No" assieme al magistrato e saggista Otello Lupacchini.
Dalla fine del 2016 De Lucia è impegnato nella realizzazione di un ciclo di sette spot del fotografo Oliviero Toscani sulla malattia di Malattia di Alzheimer. De Lucia è autore dei testi con il giornalista Francesco Merlo, attore in uno degli spot e coordinatore della campagna, che ha l'obiettivo di sostenere il progetto di assistenza domiciliare gratuita promosso da A.I.MA.N. - Associazione italiana malattie neurodegenerative. Gli spot, interpretati in parte da attori detenuti ed ex detenuti del Centro Europeo Teatro e Carcere, vengono trasmessi a febbraio e a marzo 2018 su Sky Italia e su LA7. 
Il 28 marzo 2018 esce in tutte le librerie, dopo due anni e mezzo di lavorazione, un'opera monumentale (475 pagine) e dal forte respiro internazionale: "Sangue infetto. Una catastrofe sanitaria, un incredibile caso giudiziario"(Mimesis). 

## Opere
- Fiat, quanto ci costi? Come la grande industria italiana privatizza i profitti e socializza le perdite a spese dei contribuenti, ottobre 2002, Stampa Alternativa, Roma
- Siamo alla frutta. Ritratto di Marcello Pera, novembre 2005, Kaos edizioni, Milano
- Il Baratto. Il Pci e le televisioni: le intese e gli scambi tra il comunista Veltroni e l'affarista Berlusconi negli anni Ottanta, aprile 2008, Kaos edizioni, Milano
- Dossier Bossi - Lega Nord, febbraio 2011, Kaos edizioni, Milano
- Se questo è un giornalista. Ritratto biografico di Augusto Minzolini, giugno 2011, Kaos edizioni, Milano
- Al di sotto di ogni sospetto. 1963-1993: trent'anni di scandali affaristici e di guai giudiziari di Silvio Berlusconi prima del 1994 (cioè prima che adoperasse la politica per avere l'immunità parlamentare e per farsi l'impunità legislativa ad hoc), dicembre 2013, Kaos edizioni, Milano
- Il Berluschino. Il fine e i mezzi di Matteo Renzi, maggio 2014, Kaos edizioni, Milano
- Matteo Salvini sottovuoto spinto, aprile 2015, Kaos edizioni, Milano
- Il ducetto di Rignano sull'Arno, luglio 2016, Kaos edizioni, Milano
- Sangue infetto. Una catastrofe sanitaria, un incredibile caso giudiziario (Prefazione di Fernando Aiuti), aprile 2018, Mimesis edizioni, Milano